# 자립음악생산조합
자립음악생산조합은 한국의 음악생활협동조합이다.
2011년 4월 발기인 대회를 실시하고 8월 첫 총회를 연 후 공식적으로 활동을 시작했다. 2010년 홍대 앞에 있는 칼국수집 두리반을 돕기 위해 모인 음악가들이 준비모임을 결성한 것이 활동의 계기가 됐다. 2012년 한국예술종합학교 동아리 연합회와 함께 클럽 대공분실을 함께 운영했다.
자립음악생산조합의 조합원은 매달 최소 5천원을 조합비로 납부하고 이 돈으로 다른 음악가 조합원의 음반 발매를 지원한다.